# Vista Equity Partners
A Vista Equity Partners (Vista) é uma empresa americana de private equity e capital de risco focada no financiamento e no encaminhamento de softwares e negócios iniciantes habilitados por tecnologia, bem como em investimentos de capital passivo.
A empresa foi fundada em 2000 pelo empresário e investidor norte-americano Robert F. Smith e Brian Sheth. Vista Equity possui escritórios em Austin, Texas, Chicago, Illinois e São Francisco, Califórnia. Em 2018, a Vista possui mais de 43 bilhões de dólares em compromissos de capital cumulativo, possui mais de cinquenta empresas de software e possui 65 mil funcionários em todo o mundo—tornando-se a quarta maior empresa de software corporativo depois da Microsoft, Oracle e SAP. Vista opera com cerca de dez bilhões de dólares em seu fundo VI de 2016.

## Desinvestimentos
Em setembro de 2018, a Vista anunciou que venderia Marketo à Adobe por 4,75 bilhões de dólares, totalizando 3 bilhões de dólares em dois anos — seu maior lucro realizado com uma única empresa.

## Investimentos
| Data              | Aquisição |
| ----------------- | --- |
| Janeiro de 2001   | A Vista fez um investimento na BigMachines, fornecedora de software de configuração de produtos. A Vista fez investimentos adicionais na empresa até 2012, e vendeu a empresa para a Oracle Corporation em outubro de 2013. |
| Janeiro de 2007   | A Vista concluiu a aquisição da Indus International no valor de 240 milhões de dólares, combinando-a com a MDSI Mobile Data Solutions para formar a Ventyx, Inc., posteriormente adquirida pelo Grupo ABB. |
| Maio de 2009      | A Vista concordou em adquirir a Sumtotal Systems por cerca de 160 milhões de dólares e fechou a transação em julho de 2009. |
| Julho de 2009     | A Vista adquiriu a MicroEdge, uma fornecedora de software de serviços financeiros, da Advent Software por trinta milhões de dólares. |
| Junho de 2012     | A Vista adquiriu a Bullhorn, Inc., fornecedora de Software CRM para a indústria de recrutamento, por um preço declarado de várias centenas de milhões de dólares. |
| Maio de 2013      | A Vista anunciou que iria adquirir a Websense por estimados 906 milhões de dólares. A transação foi encerrada em junho de 2013. |
| Setembro de 2013  | A Vista anunciou uma nova rodada de financiamento e uma oferta de mais de um bilhão de dólares para adquirir a Active Network, Inc, provedora de serviços de registro de eventos online. Desde então, a Vista adquiriu a Lanyon, Inc., uma empresa de software sediada em Dallas, Texas, com a qual eles fundiram uma parte do Business Solutions Group (BSG) da Active Network.                                                                             |
| Maio de 2014      | Vista Equity Partners Fund V fez um investimento de capital em empresa de software de soluções de gestão de relacionamento empresarial SaaS DealerSocket |
| Junho de 2014     | A Vista concluiu a aquisição da Autotask Corporation. |
| Setembro de 2014  | A Vista anunciou a venda da Microedge para a Blackbaud, Inc. por 160 milhões de dólares. |
| Setembro de 2014  | A Vista anunciou que adquiriria a TIBCO Software por 4,3 bilhões de dólares. |
| Novembro de 2017  | A Vista concluiu a aquisição da NAVEX Global, um fornecedor global de software e de ética e conformidade baseado em SaaS |
| Junho de 2015     | A Vista adquiriu os ativos do Student Information System da Pearson PLC (que incluía o PowerSchool), um provedor de sistemas de informação para estudantes do ensino fundamental e médio usado por 15 milhões de estudantes em 73 países. |
| Junho de 2015     | A Vista adquiriu a Mediaocean, uma fornecedora de software para o setor de publicidade. |
| Setembro de 2015  | A Vista anunciou um acordo para adquirir a Solera Holdings, fornecedora de dados e software para as indústrias automotiva e de seguros, por aproximadamente 6,5 bilhões de dólares. Em março de 2016, o Vista anunciou a conclusão dessa aquisição. |
| Junho de 2016     | A Vista anunciou um acordo para adquirir a Marketo, uma empresa de software de automação de marketing, por aproximadamente 1,79 bilhões de dólares. A empresa também anunciou um acordo para adquirir a Ping Identity, uma assinatura única em uma empresa de segurança digital, por um valor não revelado. |
| Setembro de 2016  | A Vista anunciou um acordo para adquirir a empresa de tecnologia Infoblox, por aproximadamente 1,6 bilhões de dólares em dinheiro. |
| Setembro de 2016  | A Vista adquiriu a Regulatory DataCorp, uma provedora de dados e software de conformidade com regulamentações e risco de contraparte. |
| Novembro de 2016  | A empresa adquiriu a empresa de software de gerenciamento de eventos Cvent por 1.65 bilhões de dólares. |
| Maio de 2017      | A Vista adquiriu a Xactly Corporation, fornecedora líder de soluções de incentivo baseadas em nuvem. |
| Abril de 2017     | A Vista anunciou que estava adquirindo a MarketTrack LLC, fornecedora de publicidade, comércio eletrônico, proteção de marca e outras informações para varejistas, marcas, fabricantes e outros, do investidor de capital privado Aurora Capital Group, sediado em Los Angeles. |
| Novembro de 2017  | A Vista anunciou que estava comprando uma participação majoritária na Jamf, fornecedora de software de gerenciamento de dispositivos da Apple com sede em Minneapolis, Minnesota. Desde então, Jamf adquiriu a Orchard & Grove e a Zuludesk. |
| Dezembro de 2018  | A Vista anunciou que entrou em um acordo definitivo para adquirir a MINDBODY, a principal plataforma de tecnologia para os setores de fitness, beleza e bem-estar, por 1,9 bilhões de dólares. Nos termos do contrato, a Vista adquirirá todas as ações ordinárias da MINDBODY e os acionistas da MINDBODY receberá 36,50 dólares em dinheiro por ação, o que representa um prêmio de 68% sobre o preço de fechamento não afetado em 21 de dezembro de 2018. |
| Novembro de 2018  | A Vista anunciou a aquisição da Apptio por 1,94 bilhões de dólares, pagando 38 dólares por ação. A Apptio desenvolve software de gerenciamento de negócios baseado em nuvem. A Vista assumiu uma participação majoritária na Wrike, uma empresa de software de gerenciamento de projetos. |
| Fevereiro de 2019 | A Vista anunciou uma parceria estratégica com a Four Winds Interactive, um fornecedor de comunicações visuais de nível corporativo. |
| Abril de 2019     | A Vista adicionou o Perform ao seu portfólio. |
| Maio de 2019      | A Vista anunciou a aquisição da Black Mountain Systems, LLC, provedora de soluções de software de automação de fluxo de trabalho para investidores de crédito e gestores de ativos alternativos. |

### Investimentos de capital público
A Vista ocasionalmente faz investimentos públicos passivos e passivos, além de investimentos em títulos de dívida através da plataforma Vista Credit Opportunities.

## Filantropia
Em setembro de 2017, a Vista prometeu um milhão de dólares para ajudar a Fundação Akshaya Patra a entregar refeições para crianças de escolas indianas. Smith anunciou em maio de 2019 que sua família iria apagar todas as dívidas da faculdade mantidas em 2019 graduados da Morehouse, uma quantia que provavelmente ultrapassaria quarenta milhões de dólares.